# ゴブスタン国立保護区
ゴブスタン国立保護区（ゴブスタンこくりつほごく）は、アゼルバイジャン・ゴブスタン（Qobustan）の西部にある1966年に設定された保護区。この年に、アゼルバイジャンは、この地の古代の彫刻物群や泥火山を守るために、国定史跡に設定したのである。首都バクー中心部からは40マイル南西にある。2007年にユネスコの世界遺産に登録された（登録名は「ゴブスタンの岩絵の文化的景観」）。
ゴブスタン国立保護区は考古学的な記念碑類が多く残っており、岩絵は60万点を超えている。岩絵に描かれているのは、太古の人類や動物、戦い、宗教的な舞踏、闘牛、武装した漕ぎ手の乗る小舟、槍を携えた戦士、ラクダの隊商、太陽や星々など多彩で、平均して5000年から20000年遡ると考えられている。
今日のゴブスタンは、アゼルバイジャンで一番人気のある国立保護区で、この国にとってかけがえのない宝庫になっている。

## 先史的彫刻群
この地域に見られる数々の岩絵は、コーカサスにおける先史時代の生活の魅力的な姿を伝えている。保存状態の良好な岩絵からは、アシの舟に乗って旅をする人々、レイヨウやスイギュウを狩る男たちや踊る女性たちの姿が読み取れる。ノルウェーの有名な人類学者トール・ヘイエルダールは、1961年から、亡くなる2002年までの間、何度もアゼルバイジャンを訪れ、彼のSearch for Odinプロジェクトの一環として、この保護区の研究を行った。

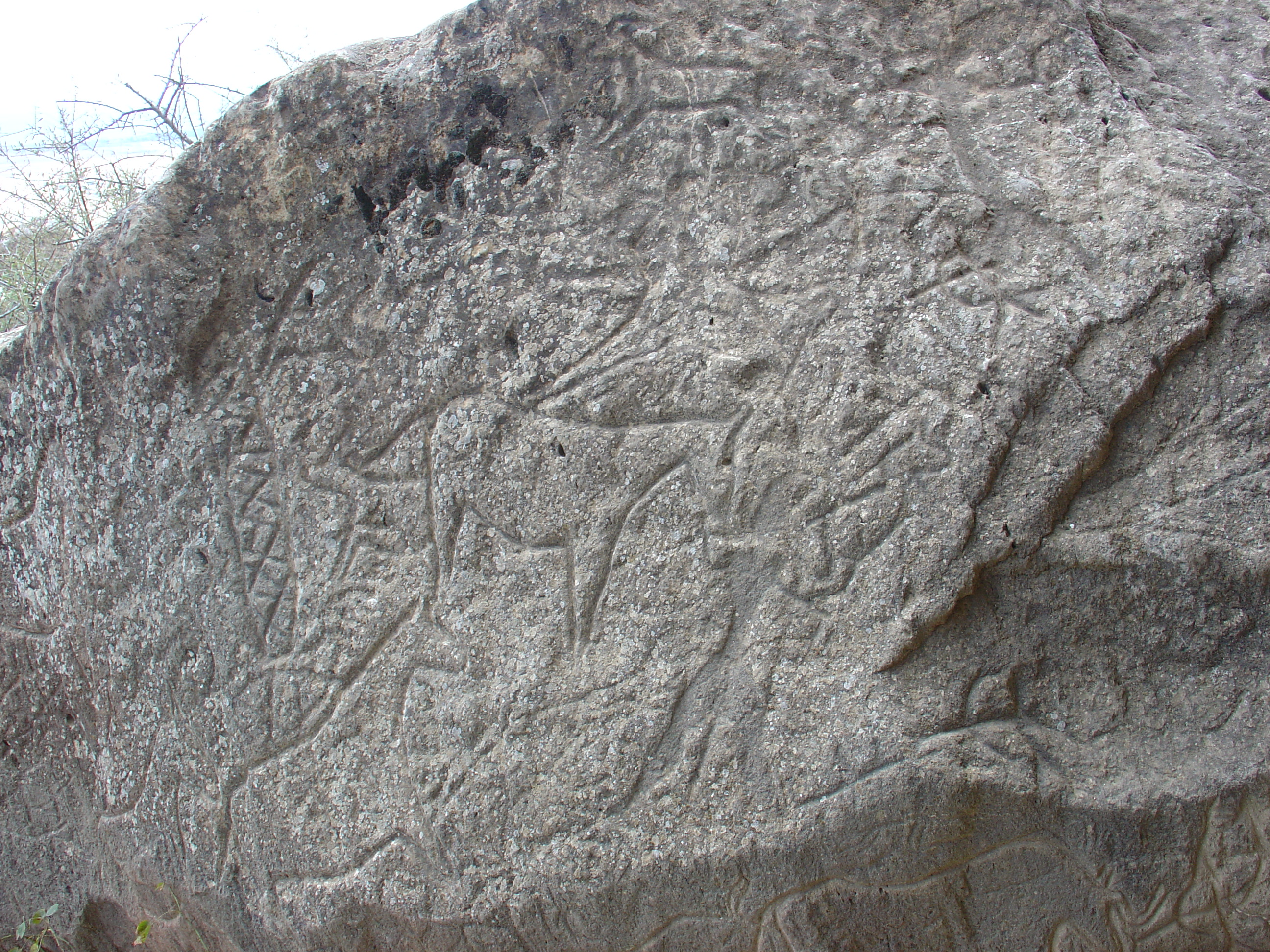
ゴブスタンの岩刻壁画

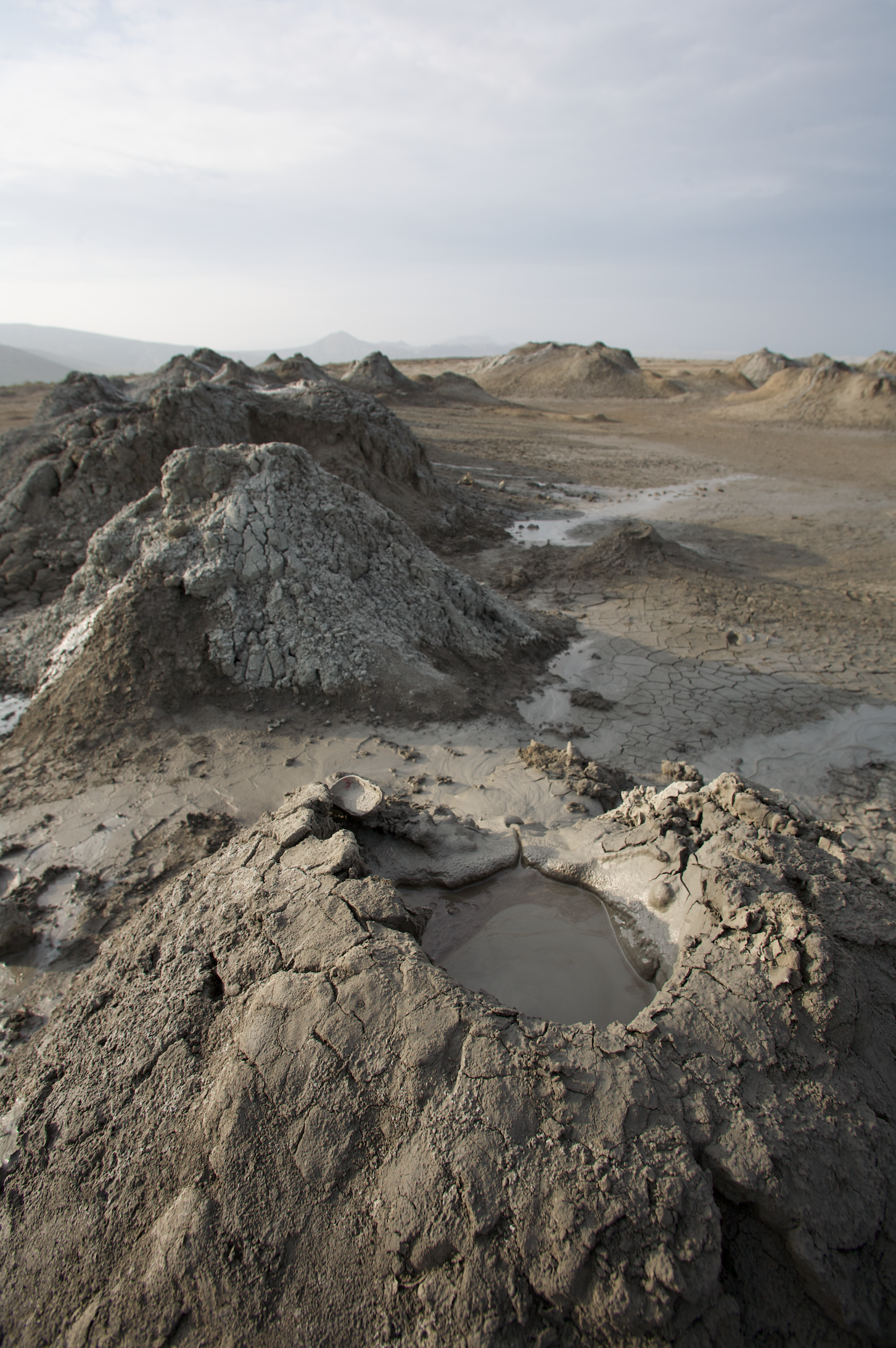
泥火山

## 泥火山
地球に700ある泥火山のうち、400がゴブスタンとカスピ海にあると見積もられている。多くの科学者たちも地元の人同様、ゴブスタンのような場所を訪れると最後には、薬効があるとされる泥を塗ってみたくなるという。泥火山は地下で固まっていない泥が断層など割れ目を伝って地表に吹き上がって出来る。約20年間に一度の周期で生じると言われる。
2001年にバクーから15 kmのところにある泥火山が世界でニュースになった。突然に15 mもの高さの炎を吹き上げたからである。拝火教（ゾロアスター教）が生まれた理由はこのような地質現象に関係があると見られる。

## 世界遺産
ゴブスタン国立保護区は、1998年に世界遺産の暫定リストに登録され、2004年に審議されたが、そのときは調査不足などから登録見送りが決定された。しかし、2007年の第31回世界遺産委員会で再審査された結果、「ゴブスタンの岩絵の文化的景観」の名で、世界遺産への登録が認められた。

### 登録名
登録名の日本語訳は、以下のように若干の揺れがある。
- ゴブスタンのロック・アートと文化的景観 - 日本ユネスコ協会連盟[6]
- ゴブスタン・ロック・アートの文化的景観 - 世界遺産検定事務局[7]
- コブスタンの岩石画の文化的景観 - 古田陽久・古田真美[8]
- ゴブスタンの岩絵の文化的景観 - 日高健一郎[9]

### 登録基準
この世界遺産は世界遺産登録基準のうち、以下の条件を満たし、登録された（以下の基準は世界遺産センター公表の登録基準からの翻訳、引用である）。
- (3) 現存するまたは消滅した文化的伝統または文明の、唯一のまたは少なくとも稀な証拠。